# Snovačka pospolitá
Snovačka pospolitá (Anelosimus eximius) je druh pavouka z čeledi snovačkovitých. Je to jeden z mála pavouků, kteří žijí společensky. Vyskytuje se na Malých Antilách a v Jižní Americe. V jedné kolonii žije až 50 000 jedinců, kteří spolu spolupracují. Staví pavučiny dlouhé mnoho metrů, které jsou většinou ve výšce dvaceti metrů. Jako všichni pavouci jsou i tito pavouci jedovatí. Díky tomu, že žijí ve velkých koloniích, jsou schopni ulovit kořist mnohem větší než jsou sami.